# Vicente Moreno
Pour les articles homonymes, voir Moreno.
 (juin 2016).
Si vous disposez d'ouvrages ou d'articles de référence ou si vous connaissez des sites web de qualité traitant du thème abordé ici, merci de compléter l'article en donnant les références utiles à sa vérifiabilité et en les liant à la section « Notes et références ».
Vicente Moreno Peris, né le 26 octobre 1974 à Massanassa (province de Valence, Espagne), est un footballeur espagnol reconverti en entraîneur. Il jouait au poste de milieu défensif et de défenseur central. Il effectue une grande partie de sa carrière au Xerez CD. Reconverti en entraîneur, avec le RCD Majorque, il obtient deux promotions consécutives (2018 et 2019).

## Biographie

### Joueur
Formé au Valence CF, il ne parvient pas à s'imposer en équipe première. Après trois saisons (1995-1998) avec la deuxième équipe de Valence en Segunda División B, il quitte le club à l'âge de 23 ans, pour rejoindre l'Ontinyent CF (également en Segunda División B). En 1999, il signe au Guadix CF.
En 2000, il rejoint le Xerez CD (Segunda División B). Il y reste pendant onze saisons, devenant capitaine de l'équipe, étant titulaire indiscutable et recordman de matches joués sous le maillot de Xerez. En 2001, le club monte en deuxième division. En 2009, Xerez monte en première division, mais redescend dès la saison suivante.
Il met un terme à sa carrière de joueur en 2011. Son bilan en première division s'élève à 22 matchs joués, pour un but marqué ; et son bilan en deuxième division se monte à 336 matchs joués, pour 17 buts inscrits.

### Entraîneur
En 2011, Vicente Moreno devient assistant de l'entraîneur du Xerez CD, Juan Merino. En décembre 2011, Vicente Moreno devient l'entraîneur de l'équipe à la suite du limogeage de Merino. Il parvient à maintenir le club en D2 mais quitte Xerez au terme de la saison.
Le 5 novembre 2013, il devient entraîneur du Gimnàstic de Tarragone qui milite en Segunda división B. Le club monte en deuxième division en 2015. Dès la saison suivante, le Gimnàstic a des chances de monter en première division, occupant la troisième place à une journée de la fin du championnat. Il est démis de ses fonctions le 28 décembre 2016 et est remplacé par Juan Merino.
Le 20 juin 2017, il est recruté par le RCD Majorque qui vient de descendre en Segunda División B. Dès sa première saison, le club remonte en deuxième division. Puis en juin 2019, le club obtient la promotion en première division. Le club est relégué en D2 en juillet 2020.
Le 4 août 2020, il signe avec le Espanyol de Barcelone qui vient de descendre en D2. Le 8 mai, il réussit de conduire le club catalan en Liga un an après sa relégation. Le 13 mai 2022, il est renvoyé de son poste à deux journées de la fin du championnat.
En juin 2023, il est annoncé comme le nouvel entraîneur de l’UD Almería. Le 29 septembre 2023, il est limogé de son poste d'entraineur.